# Ernst Hinterseer (sciatore 1962)
Ernst Hinterseer (Kitzbühel, 1962) è un ex sciatore alpino austriaco.
È indicato anche come Ernst Hinterseer junior o Ernst Hinterseer II per distinguerlo dall'omonimo padre.

## Biografia
Hinterseer, originario di Kitzbühel, appartiene a una famiglia di atleti di alto livello: è figlio di Ernst e fratello di Guido e Hansi, a loro volta sciatori alpini. Ottenne i primi risultati di rilievo agli Europei juniores di Achenkirch 1979 vincendo la medaglia d'argento nello slalom gigante e nell'edizione successiva di Madonna di Campiglio 1980 della stessa manifestazione continentale nella medesima specialità conquistò la medaglia d'oro. Gareggiò in Coppa del Mondo, ottenendo piazzamenti tra la 20ª e la 30ª posizione ma nessuno a punti, e in Coppa Europa: proprio nel circuito continentale nel 1981 subì un grave infortunio durante una discesa libera che portò alla scoperta di una malformazione congenita a un rene, la quale lo indusse al ritiro. Non prese parte a rassegne olimpiche né iridate.

## Palmarès

### Europei juniores
- 2 medaglie[1][2][3]:
  - 1 oro (slalom gigante a Madonna di Campiglio 1980)
  - 1 argento (slalom gigante ad Achenkirch 1979)